# Verdwijning van Liam Vanden Branden
De verdwijning van Liam Vanden Branden is een Belgische cold case. Het betreft de verdwijning van de tweejarige Liam Vanden Branden, die op 3 mei 1996 aan het Zennegat nabij Mechelen verdween. Sinds de oprichting van de Cel Vermiste Personen in 1995 is dit de enige onopgeloste vermissing van een jong kind.

## Achtergrond
Op 3 mei 1996 paste de grootmoeder van Liam Vanden Branden bij haar thuis op hem en zijn oudere broer. Een speelkameraadje van de twee was op dat moment ook in het huis aanwezig. Toen de grootmoeder kort het huis verliet om naar de bank te gaan, liet zij de zorg van de kinderen over aan een tante. Zij merkte op een bepaald moment op dat een buitendeur openstond, waarna ze deze sloot. Kort daarna merkte ze dat Liam Vanden Branden niet meer in het huis aanwezig was. De tante vermoedde dat Vanden Branden met zijn grootmoeder mee was gegaan, maar na telefonisch contact meldde een medewerker van de bank haar dat dit niet het geval was.
De tante liep vervolgens naar een kroeg aan de overkant van de straat en vroeg aldaar of er personen waren die Vanden Branden hadden gezien. Meerdere personen boden op dat moment aan te helpen bij de zoektocht naar de tweejarige. Intussen werd tevens de politie verwittigd.

## Onderzoek

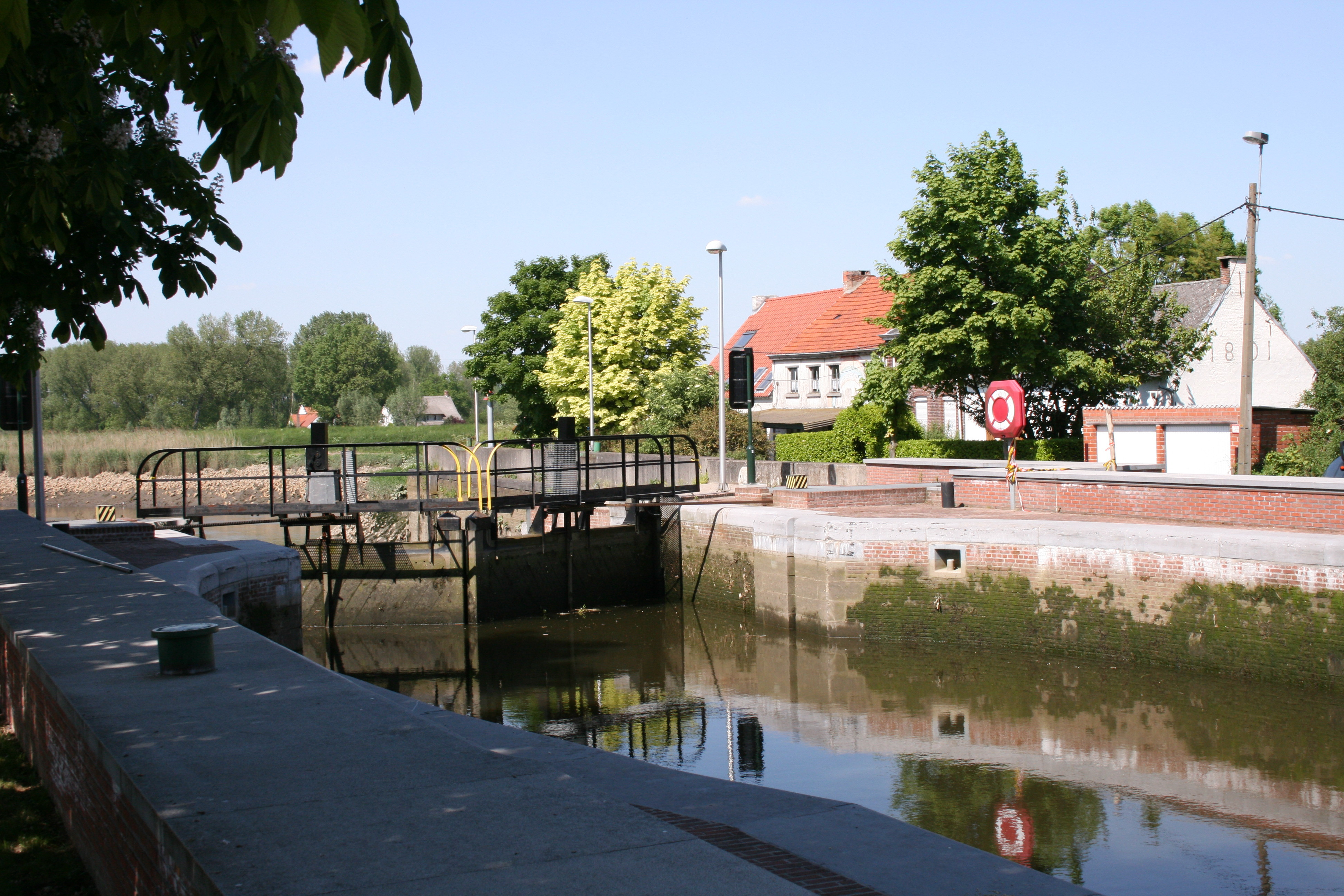
Sluis in Zennegat

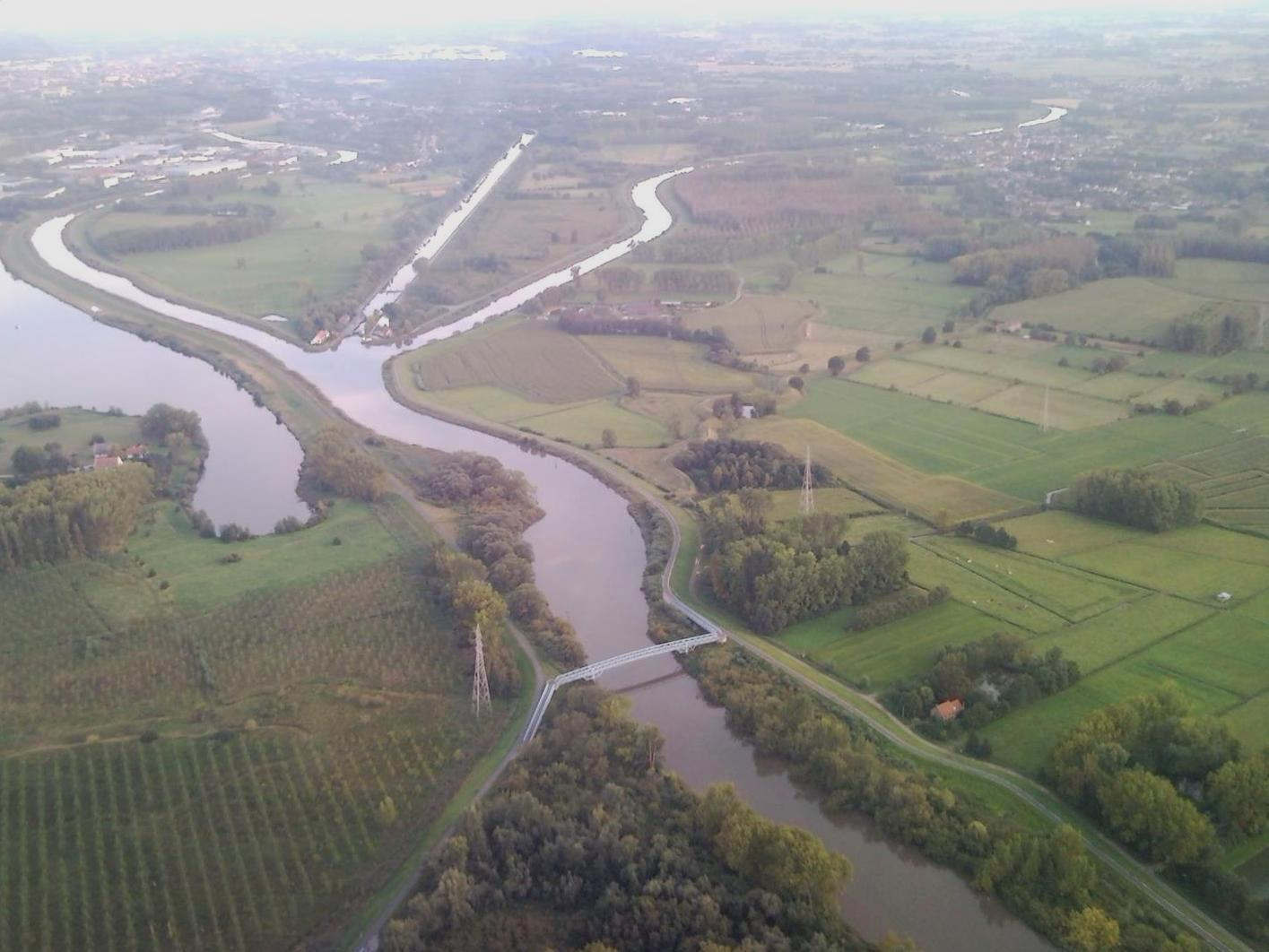
Overzichtsfoto gebied rond Zennegat

Het huis van de grootouders was gelegen in Zennegat, een landelijk en waterrijk gebied nabij Mechelen, waar de Zenne, de Leuvense Vaart en de Dijle samenkomen. De woning lag op korte afstand van een sluis, waardoor het vermoeden bestond dat Vanden Branden in de sluis was gevallen en verdronken. Met behulp van twee politiehelikopters werd het gebied rond de woning en het waterrijke gebied afgezocht. Daarnaast werden speurhonden en duikteams van het Belgische leger ingezet en werd de sluis afgesloten. In de nabije omgeving werd een buurtonderzoek gestart en werd er gezocht naar mogelijke getuigen. Na enkele dagen werd de zoektocht gestaakt.
Dirk Vanden Branden, de vader van Liam, meent dat een ontvoering tevens een mogelijkheid is. Volgens hem bestaat er een kans dat Liam is meegenomen door een persoon met een onvervulde kinderwens. Daarnaast bestond er ook de mogelijkheid dat Vanden Branden was ontvoerd door iemand uit het criminele circuit.

### Mogelijke aanknopingspunten
Enkele getuigen in de kroeg nabij het huis zeiden een persoon te hebben gezien die met een kind was vertrokken. De beschrijvingen van deze persoon kwamen echter niet met elkaar overeen. Eén getuige sprak over een man, de ander over een vrouw. Vanwege de jonge leeftijd van de broer van Vanden Branden was het niet mogelijk zijn getuigenis, over 'een man met een baard', als een serieus aanknopingspunt te beschouwen.
In 2011 verscheen een jongen bij de Bundestag in Berlijn die verklaarde jarenlang in het bos te hebben gewoond. Interpol onderzocht of deze jongen mogelijk Vanden Branden was, maar in juni 2012 werd deze piste uitgesloten. Het bleek in werkelijkheid te gaan om een 17-jarige jongen uit Nederland.

### Nieuwe verdachte (2004)
In 2004, acht jaar na de verdwijning, kwam er een nieuwe verdachte in de zaak. Tijdens een tv-programma sprak een persoon over een Duitse pedofiel die ten tijde van de verdwijning van Vanden Branden in Willebroek woonde. Deze persoon zou in mei 1996 meerdere malen op de fiets in de buurt van Zennegat zijn gesignaleerd. De dag na de verdwijning van Vanden Branden zou hij volgens dagboekaantekeningen graafwerkzaamheden in zijn tuin hebben uitgevoerd. In april 2014 werd om die reden onderzoek uitgevoerd in de tuin van deze persoon, maar er werden geen sporen gevonden.

## Aandacht
In 2016 werd het gezicht van Vanden Branden op muntstukken van twee euro geplaatst om meer aandacht te vragen voor de vermissingszaak. Er werden een miljoen munten met zijn beeltenis geslagen. De actie was een samenwerking tussen de Koninklijke Munt en Child Focus naar aanleiding van de Internationale Dag van het Vermiste Kind. De munt verscheen 20 jaar nadat Vanden Branden was verdwenen.
Datzelfde jaar werden beelden van zes vermiste kinderen door middel van 3D-technieken tot leven gebracht. Naast Vanden Branden werden ook beelden van Nathalie Geijsbregts, Gevrije Cavas, Ilse Stockmans, Marijke Francis en Hodei Egiluz Diaz getoond.